# John Guidetti
John Alberto Guidetti, né le 15 avril 1992 à Stockholm, est un footballeur international suédois qui évolue au poste d'attaquant à l’AIK.
Durant son enfance, il joue au football dans sa Suède natale mais aussi au Kenya, où son père travaille comme enseignant. Il retourne en Suède en 2006 et rejoint l'IF Brommapojkarna avant de signer pour Manchester City en 2008, à 16 ans. En 2010, il est prêté à son ancien club Brommapojkarna puis à Burnley en deuxième division anglaise. Il rejoint ensuite le Feyenoord Rotterdam pour la saison 2011-2012 et marque 20 buts en 23 matchs avant qu'un virus ne mette fin à son séjour aux Pays-Bas. En janvier 2014, Guidetti rejoint Stoke City pour le reste de la saison 2013-2014, et en septembre de la même année il est prêté au Celtic Glasgow pour l'ensemble de la saison 2014-2015.
Après avoir représenté la Suède à différents niveaux juniors, il obtient sa première sélection avec l'équipe de Suède contre la Croatie le 29 février 2012.

## Biographie

### Jeunesse
D'origine italienne et brésilienne par ses grands-parents paternels, Guidetti découvre le football dans les équipes de jeunes du club suédois IF Brommapojkarna à partir de 1998.
À 10 ans, il part vivre au Kenya où son père travaille pour un projet éducatif. Il rejoint l'académie Impala BrommBoys basé à Nairobi. Après un an avec Impala, Guidetti rejoint l'académie de Mathare United, appelée MYSA, une organisation sportive d'aide au développement se situant dans les bidonvilles de Nairobi. En 2004, Guidetti quitte l'organisation et rejoint Ligi Ndogo S.C. (en). Au total, Guidetti a vécu cinq ans au Kenya, et il décrit cette expérience comme l'ayant aidée à se développer sur le terrain mais aussi dans la vie en général : « Cette période a été très importante pour mon développement, autant sur que hors du terrain. Je jouais au football pieds nus dans les bidonvilles de Nairobi et je suis rentré en contact avec le peuple local et leur culture. J'ai toujours un lien très fort avec le Kenya et j'y suis accueilli chaleureusement à chaque fois que j'y retourne. ».
Il retourne en Suède en 2006 et réintègre IF Brommapojkarna.

### Manchester City
En avril 2008, à 16 ans, il signe un contrat de trois ans avec Manchester City malgré l'intérêt de nombreux clubs italiens, parmi lesquels l'Inter Milan et l'AS Roma.
L'entraîneur de Manchester City, Sven-Göran Eriksson, remarque le talent de Guidetti dans sa Suède natale et lui fait immédiatement signer pour le club anglais. Guidetti réalise de bonnes performances durant sa première saison, marquant 13 buts en 13 matchs pour les moins de 18 ans de Manchester City. Il marque ses débuts en équipe réserve avec un triplé face à une équipe de Burnley composée d'un bon nombre de joueurs de l'équipe première.

#### IF Brommapojkarna (prêt)
En 2010, il retourne dans son ancien club IF Brommapojkarna sous forme de prêt et impressionne en marquant trois buts et en distribuant trois passes décisives en seulement 8 matchs

#### Retour à Manchester City
Roberto Mancini, désireux de voir comment le jeune Suédois allait s'adapter à l'équipe première, donne sa chance à Guidetti durant la tournée de pré-saison aux États-Unis en été 2010. Il fait ainsi ses débuts en équipe première en rentrant en deuxième période face au Sporting Lisbonne. Deux mois plus tard, de retour en Angleterre, Guidetti est titularisé pour la première fois lors du troisième tour de la League Cup face à West Bromwich Albion, le 22 septembre 2010, match durant lequel il procure la passe décisive sur le seul but de la rencontre.

#### Burnley (prêt)
Après deux saisons en équipe réserve, le 25 novembre 2010, Guidetti est prêté à Burnley pour une durée initiale d'un mois avec la possibilité d'étendre le prêt jusqu'en janvier 2011. Le 26 décembre, il marque son premier but lors de sa première titularisation avec Burnley dans une victoire 2 à 1 face à Barnsley. Manchester City ne prolonge pas son prêt et il revient au club le 31 décembre pour être ajouté aux 25 joueurs sélectionnés pour la Ligue Europa.

#### La controverse Twente
Le contrat de Guidetti avec Manchester City devant se terminer en juillet 2011, en mai, il visite le club néerlandais de Twente et des médias suédois, néerlandais et britanniques annoncent que Guidetti a signé un pré-contrat avec le club,,,,. Twente pensant avoir réalisé un transfert selon les règles de l'arrêt Bosman, à la mi-juin des doutes émergent après que l'agent Per Jonsson déclare qu'aucun arrangement a été trouvé pour son contrat. Le président de Twente Joop Munsterman déclare : « Nous ne savons pas si M. Jonsson est bien l'agent de Guidetti. Nous avions fait affaire avec Mike (Guidetti, le père du joueur). La chose la plus importante pour un jeune joueur est de jouer. Pour cette raison, Twente est le choix logique à faire. » ,,
La Fédération néerlandaise de football engage un avocat afin de relire le pré-contrat entre John Guidetti et Twente. Le club annonce que le contrat devait être validé. « À notre avis c'est un contrat valide. Nous attendons Guidetti pour son premier entraînement le 1er juillet » a déclaré le président de Twente au magazine Voetbal International,.
Le 9 juillet 2011, Manchester City met en ligne un set de photos de l'équipe se préparant à partir pour leur tour en Amérique du Nord. Malgré son arrangement avec Twente, Guidetti est présent sur les photos à l'aéroport avec ses coéquipiers. Le 18 juillet, il signe un nouveau contrat pour Manchester City, le liant au club pour trois ans de plus.

#### Feyenoord (prêt)

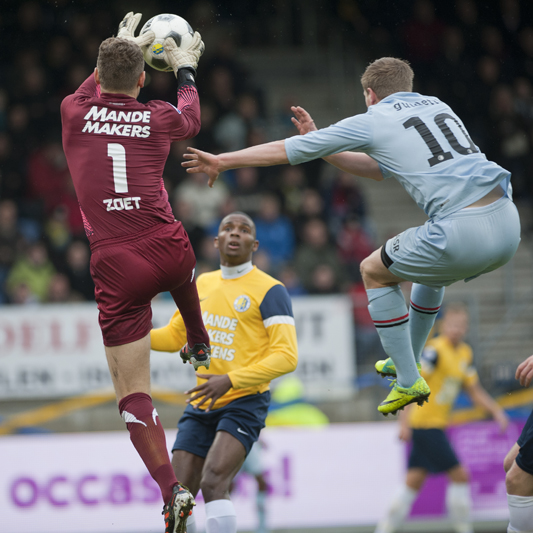
Guidetti (droite) jouant pour Feyenoord Rotterdam en 2011

Ronald Koeman le recrute alors au Feyenoord Rotterdam, toujours en prêt. Aux Pays-Bas, Guidetti inscrit 20 buts en 23 matches, dont un triplé lors du Klassieker face à l’Ajax Amsterdam (4-2), et réintègre ensuite le noyau des Citizens.

#### Intoxication alimentaire (2012)
S’apprêtant à devenir le plus jeune joueur de l’histoire de la Suède à jouer un Championnat d'Europe, prétendant à débuter chaque rencontre aux côtés d’un joueur comme Zlatan Ibrahimović, tout prend fin lors d'une soirée d’avril 2012. Célébrant son vingtième anniversaire, Guidetti se sent mal et quitte la fête, avant de souffrir de maux d’estomac durant une dizaine de jours. Le jeune homme se rend compte qu’il n’a plus aucun équilibre et que sa jambe droite est paralysée. Une simple intoxication alimentaire serait à l’origine du mal : en agissant dans son estomac, les anticorps de Guidetti attaquent également son système nerveux, selon les médecins.
Sa guérison est longue et sa progression est stoppée net. Guidetti ne rejoue qu’au mois de janvier 2013 avec l’équipe réserve des Citizens, avant de devoir se faire opérer d’un genou trois mois plus tard. S’il retrouve l’intégralité de ses moyens physiques, John Guidetti se fait tatouer les paroles d’une chanson de l'artiste jamaïcain Tarrus Riley : « On pleure tous, mais quand les larmes sèchent on devient plus fort » sur son bras droit.

#### Stoke City (prêt)
Pas utilisé pendant deux saisons, Guidetti est prêté en janvier 2014 à Stoke City pour le reste de la saison 2013-2014,. Il fait ses débuts le 18 janvier en rentrant en jeu lors de la défaite 1 à 0 face à Crystal Palace. Après ne pas avoir joué le match de FA Cup face à Chelsea, Guidetti fait part de sa frustration à l'encontre de l'entraîneur Mark Hughes dans les médias suédois. Il précise plus tard qu'il ne pensait pas être irrespectueux envers Hughes. Il n'arrive pas à s'imposer à Stoke City et quitte le club à la fin de la saison en ayant joué seulement 6 matchs, tous en tant que remplaçant.

#### Retour avec le Celtic (depuis 2014)
Pour la saison 2014-2015, Manuel Pellegrini déclare, à propos de John Guidetti et de deux de ses coéquipiers mancuniens, qu'« ils savent qu’ils ne font pas partie de l’équipe parce que nous avons assez de joueurs dans l’effectif ».
Manchester City et le Celtic Glasgow tombent d'accord pour un prêt mais le club écossais ne rentre pas le dossier avant la clôture de la période des transferts. Cependant, la FIFA fait une exception à la règle à la suite d'une demande introduite par la Fédération écossaise. Guidetti ne peut pas jouer en Ligue Europa, les clubs ayant communiqué leurs listes des joueurs quelques jours plus tôt. Après deux ans de galères, Guidetti inscrit 9 buts en 10 apparitions et est sacré joueur du mois d’octobre par la Scottish Premier League. Des performances qui lui permettent de retrouver la sélection suédoise, pour affronter la France au stade Vélodrome un mois plus tard.
Le 8 janvier 2018, Guidetti est prêté au Deportivo Alavés jusqu'à la fin de la saison.

## Statistiques
Ce tableau présente les statistiques de John Guidetti,.
| Saison                | Club                       | Championnat           | Championnat | Championnat | Coupe nationale | Coupe nationale | Coupe de la Ligue | Coupe de la Ligue | Compétition(s) continentale(s) | Compétition(s) continentale(s) | Compétition(s) continentale(s) | Suède | Suède | Total | Total |
| Saison                | Club                       | Division              | M.          | B.          | M.              | B.              | M.                | B.                | Comp.                          | M.                             | B.                             | M.    | B.    | M.    | B.    |
| 2008                  | IF Brommapojkarna          | Superettan            | 2           | 0           | -               | -               | -                 | -                 | -                              | -                              | -                              | -     | -     | 2     | 0     |
| 2008-2009             | Manchester City            | Premier League        | -           | -           | -               | -               | -                 | -                 | -                              | -                              | -                              | -     | -     | 0     | 0     |
| 2009-2010             | Manchester City            | Premier League        | -           | -           | -               | -               | -                 | -                 | -                              | -                              | -                              | -     | -     | 0     | 0     |
| 2010                  | IF Brommapojkarna (prêt)   | Allsvenskan           | 8           | 3           | -               | -               | -                 | -                 | -                              | -                              | -                              | -     | -     | 8     | 3     |
| 2010-2011             | Manchester City            | Premier League        | -           | -           | -               | -               | 1                 | 0                 | -                              | -                              | -                              | -     | -     | 1     | 0     |
| 2010-2011             | Burnley FC (prêt)          | Championship          | 5           | 1           | -               | -               | -                 | -                 | -                              | -                              | -                              | -     | -     | 5     | 1     |
| 2011-2012             | Feyenoord Rotterdam (prêt) | Eredivisie            | 23          | 20          | -               | -               | -                 | -                 | -                              | -                              | -                              | 1     | 0     | 24    | 20    |
| 2012-2013             | Manchester City            | Premier League        | -           | -           | -               | -               | -                 | -                 | -                              | -                              | -                              | -     | -     | 0     | 0     |
| 2013-2014             | Manchester City            | Premier League        | -           | -           | -               | -               | -                 | -                 | -                              | -                              | -                              | -     | -     | 0     | 0     |
| 2013-2014             | Stoke City (prêt)          | Premier League        | 6           | 0           | -               | -               | -                 | -                 | -                              | -                              | -                              | -     | -     | 6     | 0     |
| 2014-2015             | Celtic Glasgow (prêt)      | Premiership           | 24          | 8           | 5               | 2               | 4                 | 4                 | C3                             | 2                              | 1                              | 1     | 0     | 36    | 15    |
| 2015-2016             | Celta de Vigo              | Liga                  | 35          | 7           | 8               | 5               | -                 | -                 | -                              | -                              | -                              | 10    | 1     | 53    | 13    |
| 2016-2017             | Celta de Vigo              | Liga                  | 23          | 4           | 6               | 1               | -                 | -                 | C3                             | 13                             | 4                              | 7     | 0     | 49    | 9     |
| 2017-2018             | Celta de Vigo              | Liga                  | 8           | 0           | 2               | 1               | -                 | -                 | -                              | -                              | -                              | -     | -     | 10    | 1     |
| 2017-2018             | Deportivo Alavés (prêt)    | Liga                  | 17          | 3           | 2               | 0               | -                 | -                 | -                              | -                              | -                              | 2     | 0     | 21    | 3     |
| 2018-2019             | Deportivo Alavés           | Liga                  | 22          | 5           | 2               | 0               | -                 | -                 | -                              | -                              | -                              | 5     | 1     | 29    | 6     |
| 2019-2020             | Deportivo Alavés           | Liga                  | 5           | 0           | 1               | 0               | -                 | -                 | -                              | -                              | -                              | -     | -     | 6     | 0     |
| 2019-2020             | Hanovre 96 (prêt)          | 2. Bundesliga         | 12          | 3           | -               | -               | -                 | -                 | -                              | -                              | -                              | -     | -     | 12    | 3     |
| Total sur la carrière | Total sur la carrière      | Total sur la carrière | 190         | 55          | 26              | 9               | 5                 | 4                 | -                              | 15                             | 5                              | 26    | 2     | 262   | 75    |

## Palmarès

### En club
- Celtic Glasgow
  - Champion d'Écosse en 2015
  - Vainqueur de la Coupe de la Ligue écossaise en 2015.

### En sélection
- Suède espoirs
  - Vainqueur du Championnat d'Europe en 2015.

### Distinctions personnelles
- Joueur du mois du championnat d'Écosse en octobre 2014[35].